# علال بن عبد الله (فرقاطة)
علال بن عبد الله هي فرقاطة من فئة سيجما 9813 تابعة للبحرية الملكية المغربية. السفينة هي الثالثة من ثلاث فرقاطات متعددة المهام من طراز سيجما طلبها المغرب من شركة دامن شيلد لبناء السفن البحرية، ودخلت الخدمة في عام 2012.

## التصميم والوصف
يبلغ طول الفرقاطة علال بن عبد الله 97.91 م (321.2 قدم)، وعرضها 13.02 مترًا (42.7 قدمًا) وغاطسها 3.6 مترًا (12 قدمًا). تبلغ إزاحة الفرقاطة 1,950 طن متري (1,920 طن كبير) ويتم تشغيلها بواسطة محرك ديزل أو كهربائي من النوع (CODOE)، ويتكون من محركين بقوة 8,100 كيلووات (10,900 حصان)، وأربعة مولدات بقدرة 435 كيلو فولت أمبير/60 هرتز ومولد طوارئ بقدرة 150 كيلو فولت أمبير/60 هرتز. تبلغ سرعتها القصوى 27.5 عقدة (50.9 كم/ساعة)، ومدى يصل إلى 4000 ميل بحري (7400 كم) مع سرعة إبحار تبلغ 18 عقدة (33 كم/ساعة)، وقدرة تحمل تصل إلى 20 يومًا. تضم السفينة 91 فردا.
السفينة مسلحة بمدفع أوتو ميلارا 76 ملم/62 ومدفعين من طراز إف 2 عيار 20 ملم. بالنسبة للحرب السطحية، تم تجهيز علال بن عبد الله بأربع قاذفات صواريخ مضادة للسفن إكزوست واثنتي عشرة خلية نظام إطلاق عامودي لصواريخ إم بي دي إيه ميكا المضادة للطائرات. بالنسبة للحرب المضادة للغواصات، فهي مجهزة بأنبوبين طوربيد بي 515 ثلاثي الأنابيب لطوربيد إم يو 90 إمباكت.
تتألف أجهزة الاستشعار والأنظمة الإلكترونية من رادار المراقبة الجوية/السطحية تاليس سمارت-إس، ورادار تاليس ليرود/الكهرو-بصري للتحكم في الحرائق، وسونار تاليس كينغكليب، ونظام إدارة القتال تاليس التكتيكي، وتاليس تي إس بي، وراداران ملاحيان، ونظام تدابير دعم الحرب الإلكترونية تاليس فيجيل 100، ورادار تاليس سكوربيون الإلكتروني المضاد، وقاذفتا نافذة تيرما إس كي دبليو إس.
لدى علال بن عبد الله أيضًا حظيرة طائرات وسطح طيران لطائرة هليكوبتر تزن 9 أطنان. تحتوي السفينة أيضًا على زورقين قابلين للنفخ ذو هيكل صلب. 

## البناء والمهام
وقعت البحرية الملكية المغربية عقدًا مع شركة دامن في 6 فبراير 2008 لشراء ثلاث فرقاطات من طراز سيجما، يشار إليها أيضًا باسم "الفرقاطات المغربية متعددة المهام" وتقدر قيمة العقد بـ 1.2 مليار دولار أمريكي.  تم وضع الفرقاطة الثالثة، وهي من تصميم سيجما 9813، في سبتمبر 2009 في حوض بناء السفن دامن فليسينجن-إيست في فليسينجن، هولندا. تم إطلاق السفينة في أكتوبر 2011. أكملت السفينة تجاربها البحرية في يونيو 2012. 
تم نقل علال بن عبد الله إلى البحرية الملكية المغربية وتم تكليفها يوم 8 سبتمبر 2012 بروتردام، تزامنا مع فعاليات أيام الموانئ العالمية الخامسة والثلاثين التي أقيمت بالمدينة.  في الأسابيع الثلاثة التالية، خضع طاقم السفينة للتدريب على سلامة الإبحار في دن هيلدر وبحر الشمال، بمساعدة أفراد البحرية الملكية الهولندية. وفي ختام الدورة التدريبية أواخر سبتمبر 2012، بدأت الفرقاطة رحلتها الأولى إلى المغرب. 